# Concorso internazionale di balletto di Varna
Il Concorso internazionale di balletto di Varna, (in bulgaro Международен балетен конкурс - Варна?, nome internazionale: Varna International Ballet Competition) è il più antico e tra i più prestigiosi concorsi di danza nel mondo. Istituito nel 1964 si tiene ogni due anni a Varna, in Bulgaria. Numerosi grandi ballerini hanno ottenuto il loro primo riconoscimento internazionale con questo concorso.

## Caratteristiche
Il concorso si svolge all'aperto ogni due anni nel mese di luglio e attira partecipanti da una trentina di Paesi.
Si divide in tre categorie:
- junior
- adulti
- senior

Per ogni categoria vengono messe in palio tre medaglie (oro per il primo posto, argento per il secondo e il bronzo per il terzo posto). Si attribuisce il titolo di miglior ballerino del mondo al vincitore della medaglia d'oro.
Il concorso dura 15 giorni e si conclude con una serata di gala durante la quale vengono assegnati i premi.

## Alcuni famosi vincitori
- 1964 - Ekaterina Maksimova
- 1966 - Martine van Hamel (medaglia d'oro), Michail Baryšnikov (medaglia d'oro, categoria junior)[2]
- 1968 - Rita Poelvoorde (medaglia d'argento)
- 1970 - Eva Evdokimova (medaglia d'oro), Gigi Caciuleanu
- 1976 - Patrick Dupond
- 1978 - Élisabeth Platel (medaglia d'argento); René de Cárdenas (miglior duo, categoria junior)
- 1980 - Evelyn Hart (medaglia d'oro) e David Peregrine (medaglia di bronzo); Karin Averty (Grand Prix; medaglia d'oro, categoria junior)
- 1983 - Sylvie Guillem[3]
- 1984 - Manuel Legris
- 1988 - Virginie Kempf (medaglia d'oro)
- 1992 - Aurélie Dupont, José Carlos Martinez
- 1994 - Clairemarie Osta (medaglia d'argento), Laëtitia Pujol (medaglia d'argento)
- 1996 - Rasta Thomas (medaglia d'oro, categoria junior)
- 1998 - Zhu Yan (medaglia d'oro)
- 2002 - Hélène Bouchet (medaglia d'argento)
- 2004 - Daniil Simkin, Mathilde Froustey
- 2006 - Aubert Vanderlinden, Ivan Vasil'ev
- 2010 - Sae Eun Park (medaglia d'oro)[4]
- 2014 - Sara Renda (medaglia di bronzo)
- 2016 - Paul Marque (medaglia d'oro)